# جورج هيرمان (كاتب مسرحي)
جورج هيرمان (بالإنجليزية: George Herman)‏ هو كاتب وكاتب مسرحي أمريكي، ولد في 12 أبريل 1928 في نورفولك في الولايات المتحدة.

## وصلات خارجية
- جورج هيرمان على موقع IMDb (الإنجليزية)